# Vaux-le-Moncelot
Vaux-le-Moncelot is een gemeente in het Franse departement Haute-Saône (regio Bourgogne-Franche-Comté) en telt 77 inwoners (2011). De plaats maakt deel uit van het arrondissement Vesoul.

## Geografie
De oppervlakte van Vaux-le-Moncelot bedraagt 7,3 km², de bevolkingsdichtheid is 10,5 inwoners per km².
De onderstaande kaart toont de ligging van Vaux-le-Moncelot met de belangrijkste infrastructuur en aangrenzende gemeenten.

## Demografie
Onderstaande figuur toont het verloop van het inwonertal (bron: INSEE-tellingen).